# Маями Вайс
„Маями Вайс“ (на английски: Miami Vice) е нео-ноар екшън трилър от 2006 г., написан и режисиран от Майкъл Ман. Във филма участват Джейми Фокс, Колин Фарел, Гун Ли, Наоми Харис, Киърън Хайндс, Джъстин Теру и Бари Шабака Хенли. Филмът е адаптация на едноименния сериал от 1980-те години, създаден от Антъни Йеркович.